# Dissochaeta vacillans
Dissochaeta vacillans är en tvåhjärtbladig växtart som först beskrevs av Carl Ludwig von Blume, och fick sitt nu gällande namn av Carl Ludwig von Blume. Dissochaeta vacillans ingår i släktet Dissochaeta och familjen Melastomataceae. Inga underarter finns listade i Catalogue of Life.